# Patrimoni dell'umanità del Ghana
I patrimoni dell'umanità del Ghana sono i siti dichiarati dall'UNESCO come patrimonio dell'umanità in Ghana, che è divenuto parte contraente della Convenzione sul patrimonio dell'umanità il 4 luglio 1975.
Al 2022 i siti iscritti nella Lista dei patrimoni dell'umanità sono due, mentre sei sono le candidature per nuove iscrizioni. Il primo sito, Forti e castelli, Volta, Grande Accra, Regione Centrale e Occidentale, è stato iscritto nella lista nel 1979, durante la terza sessione del comitato del patrimonio mondiale. L'anno successivo, nella quarta sessione, gli edifici tradizionali Ashanti sono divenuti il secondo sito ghanese riconosciuto dall'UNESCO. Entrambi i siti sono considerati culturali, secondo i criteri di selezione.

## Siti del Patrimonio mondiale
| Foto | Sito                                                                  | Luogo                                                                  | Tipo               | Anno | Descrizione |
| ---- | --------------------------------------------------------------------- | ---------------------------------------------------------------------- | ------------------ | ---- | --- |
|      | Forti e castelli, Volta, Grande Accra, Regione Centrale e Occidentale | Grande Accra, Regione Centrale, Regione del Volta, Regione Occidentale | Culturale (34; vi) | 1979 | I resti di postazioni commerciali fortificate, erette tra il 1482 e il 1786, sono ancora visibili lungo la costa del Ghana tra Keta e Beyin. Erano collegamenti nelle rotte commerciali stabilite dai portoghesi in molte aree del mondo durante la loro era di grandi esplorazioni marittime. |
|      | Edifici tradizionali Ashanti                                          | Regione di Ashanti                                                     | Culturale (35; v)  | 1980 | A nord-est di Kumasi, questi sono gli ultimi resti materiali della grande civiltà Asante, che raggiunse il suo apice nel XVIII secolo. Poiché le abitazioni sono fatte di terra, legno e paglia, sono vulnerabili all'assalto del tempo e delle intemperie.                                    |

## Siti candidati
| Foto | Sito                                                         | Luogo                                                                       | Tipo                              | Anno       | Descrizione |
| ---- | ------------------------------------------------------------ | --------------------------------------------------------------------------- | --------------------------------- | ---------- | --- |
|      | Parco nazionale Mole                                         | Distretto municipale di Gonja Ovest                                         | Naturale (1391; vii, viii, ix, x) | 17/01/2000 | Il Parco fa parte del bacino idrografico del fiume Volta, attraversato da fiumi che defluiscono nel fiume Volta Bianco. Il Parco nazionale Mole rappresenta un ecosistema della savana della Guinea abbastanza indisturbato dominato da boschi aperti. Il parco ha una flora e una fauna molto ricche: sono state registrate oltre 93 specie di mammiferi, circa 400 specie di uccelli, 9 anfibi, 33 rettili e diverse specie d'insetti e 5 specie endemiche di farfalle. Le specie di particolare interesse includono elefante, bufalo, cobo, alcelafo, antilope roana, cobo defassa, oribi, cervicapra e cefalofo di Ogilby.                                                                        |
|      | Tenzug - insediamenti tallensi                               | Distretto municipale di Bolgatanga                                          | Culturale (1392; i, ii, v, vi)    | 17/01/2000 | Le Tongo Hills, uno sperone roccioso di granito che sorge dalle savane del nord del Ghana, sono uno dei siti culturali più importanti dell'Africa occidentale. Situate a soli sedici chilometri da Bolgatanga, le colline sono l'epicentro sacro dei Tallensi (il popolo dei racconti) e un'area di straordinaria bellezza naturale e ricchezza culturale. Questo paesaggio unico ospita numerosi santuari sacri: alla terra (tongban) e agli antenati (ba'ar). Il più importante tra questi è il ba'ar Tonna'ab, incastonato nelle falesie sopra il villaggio di Tenzug. |
|      | Cattedrale cattolica di Navrongo                             | Navrongo                                                                    | Culturale (1393)                  | 17/01/2000 | La Missione cattolica di Navrongo è stata fondata a Navrongo nel 1906 da 13 padri bianchi francesi con la costruzione di 4 capanne, una delle quali era la cappella. Nel 1910 fu costruita una cappella molto più grande, ma divenne troppo piccola e non così prestigiosa come si aspettavano i Padri. Riuscirono a convincere la loro gerarchia e raccolsero fondi sufficienti per costruire quello che rimase per molto tempo l'edificio più imponente della zona: interamente costruita con mattoni di fango e incollata con malta di fango, la Cattedrale è lunga 60 m, larga 14 m e il suo campanile è alto 13 m.                                                                               |
|      | Insediamento di palafitte di Nzulezu                         | Distretto di Jomoro                                                         | Culturale (1394; i, iii, v)       | 17/01/2000 | Lo spettacolare scenario dell'insediamento acquatico di Nzulezu, costruito su palafitte sul lago Tadane, si distingue come una magnifica interazione tra l'uomo e il suo ambiente. Nzulezu è una parola nzema che significa "superficie dell'acqua". Si dice che gli abitanti del villaggio siano emigrati da Walata, una città nell'antico impero del Ghana, il primo degli stati del Sudan occidentale. Secondo la tradizione, gli antenati del paese furono portati nella loro sede attuale sotto la guida di una lumaca. L'atmosfera serena del paesaggio circostante unita alle attività generali della vita indicano un rapporto dinamico tra l'uomo e la natura.                               |
|      | Vie di commercio e pellegrinaggio del Ghana nord-occidentale | Regione di Brong-Ahafo, Regione Orientale Superiore, Regione Settentrionale | Culturale (1395; i, ii, iii, iv)  | 17/01/2000 | Le moschee in stile sudanese nel nord del Ghana sono la prova storica della diaspora islamica che seguì l'ascesa degli stati sudanesi e segnano le rotte commerciali dei mercanti musulmani Dyula che migrarono verso sud da Djenné attraverso la savana verso le zone produttrici di oro e cola nel foreste pluviali del sud del Ghana. Questa penetrazione dell'influenza neo-sudanese portò alla formazione di stati islamici come Wala, Dagbong, Gonja e Mamprugu. Di questi stati le moschee in stile sudanese sono per lo più concentrate negli stati di Wala e Gonja poiché si trovano direttamente sulle rotte occidentali utilizzate dai guerrieri Mande, dai missionari e dai commercianti. |
|      | Parco nazionale di Kakum (Riserva di Assin Attandanso)       | Regione Centrale                                                            | Naturale (1396; vii, x)           | 17/01/2000 | La foresta di Kakum varia dalla vera foresta pluviale - la foresta umida sempreverde - alla foresta semidecidua stagionalmente secca. Contiene centinaia di specie di piante erbacee e legnose. La foresta ospita molti mammiferi rari e in via di estinzione come il cercopiteco diana, il bongo, il cefalofo dal dorso giallo e l'elefante. Kakum è una foresta pluviale unica piena di opportunità per conoscere le connessioni nascoste che mantengono viva la foresta e coloro che la usano. |